# Teràpia visual
La teràpia visual, anomenada també rehabilitació visual o entrenament visual, és un tractament d'estimulació neurofisiològica que ens permet desenvolupar, millorar i integrar les capacitats visuals. L'objectiu és crear noves connexions neuronals i poder desenvolupar i millorar l'eficàcia de el sistema visual, així com preparar-lo per un rendiment òptim, i proporcionar una visió binocular còmoda i segura. La teràpia visual es coneix també com entrenament visual, entrenament de la visió, teràpia visual optomètrica, ortòptica, rehabilitació neuro-optomètrica, optometria comportamental i optometria del desenvolupament.

## Utilitat
El 80% de la informació que rebem al llarg del dia és a través de el sistema visual. Quan mirem alguna cosa iniciem un procés complicat: inspeccionem, distingim, identifiquem i interpretem tot com a part de el sistema visual. En la societat actual, societat de la informació i del coneixement, els avenços a ritme accelerat de les tecnologies de la informació i la comunicació estan transformant les vies tradicionals d'aprenentatge i comunicació. Ha augmentat la visió de prop no només en adults, sinó també en nens des d'edats primerenques, i aquest mal ús del sistema visual porta a l'estrès de la visió, que provoca incomoditat al realitzar esforços visuals.
La teràpia visual és un procés no invasiu que ha estat utilitzat durant anys sense criteris consistents per a la seva prescripció, per la qual cosa va tenir els seus detractors, ja que no existien estudis seriosos amb bases científiques. Actualment, però, hi ha una base científica que avala el seu ús en diferents anomalies de la visió binocular, el que es reflecteix en nombrosos articles originals i assaigs clínics. Consisteix en un programa d'exercicis visuals personalizats, activitats específiques pensades per corregir problemes de visió.

## Aplicacions
Les teràpies de rehabilitació visual s'apliquen quan un pacient té símptomes visuals o signes oculars com: visió borrosa de prop, visió borrosa de lluny intermitent després de treballar de prop, mal de cap, ulls cansats, visió doble, marejos en el cotxe, etc.
Hi signes clínics que poden suggerir l'aplicació de teràpies visuals com: estrabisme, exofòria, esofòria i microtropía.
Existeixen, a més, condicions oculars i / o visuals en què es poden aplicar les teràpies visuals: disfuncions dels moviments oculars, disfuncions de la visió binocular, disfuncions de l'acomodació visual (fatiga, inflexibilitat, etc.)...
Amb la teràpia visual es tracten nens amb trastorn de l'aprenentatge. Aquests pacients tenen una elevada freqüència d'anomalies en la visió binocular, i en ells la teràpia visual té un paper significatiu per a la millora dels paràmetres de la visió binocular.
Es pot realitzar a partir dels 5 o 6 anys, quan el nen pot comprendre les instruccions donades pel terapeuta. Inclou a totes aquelles persones que vulguin optimitzar el funcionament i el rendiment del seu sistema visual per aconseguir una visió més eficient. L'entrenament visual ajuda a completar el procés normal de desenvolupament de sistema visual, especialment en nens i adults joves que utilitzen la visió propera freqüentment.

## Procediment
Establert el diagnòstic de la condició visual de cada pacient, el primer aspecte a considerar és la seqüència de les teràpies. Cadascun dels procediments clínics que s'apliquin ha de seguir la seqüència següent:
1. Monocular.
2. Biocular.
3. Binocular.

Els protocols de tractament variaran segons la disfunció que presenti cada pacient i sempre es farà de forma personalitzada, ja que es tracta a la persona com una globalitat i el problema visual com a part de el sistema. S'ofereix així l'ajuda necessària en el desenvolupament de les habilitats visuals importants per assolir objectius acadèmics i professionals.

## Noves tecnologies
En els últims anys, amb el desenvolupament de les noves tecnologies, s'han inclòs nombrosos programaris per a teràpia visual que poden ser utilitzats desde casa tan en ordinadors com en tauletes o mòbils.
La primera evidència científica de l'ús d'ordinadors per a teràpia visual va ser l'any 1984, i amb el pas el temps i el desenvolupament de nous programes s'han publicat moltes investigacions. Alguns exemples d'aplicacions terapèutiques són:
- HTS iNET (RonaVision) per tractar problemes binoculars no estràbiques.

- PTSII iNET (RonaVision) per tractar problemes de percepció visual i velocitat de processament visual.

- SVI (Sanet Vision Integrator)
- IRISTEA per tractar oculomotricitat, percepció, localització i integració perifèrica, acomodació, integració visuoauditiva i binocularitat.[4]

Els videojocs també han estat usats com a teràpia visual. Permeten millorar les habilitats d’atenció visual, especialment la visuoespacial. Es poden utilitzar com a possible eina d’ajuda en els problemes de lectura.